# Arthur Henricson
Arthur Jonathan Henricson, född 9 juli 1901 i Kivik, död 15 maj 1968 i Stockholm, var en svensk officer i Flottan och senare Flygvapnet.

## Biografi
Henricson blev fänrik i Flottans reserv 1925. Han befordrades till löjtnant i Flygvapnet 1930, till kapten 1938, till major 1942, till överstelöjtnant 1944 och till överste 1944.
Henricson inledde sin militära karriär i Flottan. Åren 1925–1926 utbildade han sig till flygspanare. År 1930 övergick han till Flygvapnet, där han även utnämndes till löjtnant. Åren 1930–1931 utbildade han sig till flygförare. Åren 1945–1949 var han flottiljchef för Södermanlands flygflottilj (F 11). Åren 1950–1961 var han chef för Vapenbyrån vid Flygförvaltningen och 1957–1958 var han tillförordnad chef för Flygplanavdelningen vid Flygförvaltningen. Henricson avgick som överste 1961. Han blev riddare av Svärdsorden 1943 och av Vasaorden 1946 samt kommendör av andra klassen av Svärdsorden 1951 och kommendör av första klassen 1954. 
Henricson gifte sig 1930 med Birgit Flodman; tillsammans fick de två barn. Makarna Henricson är begravda på Galärvarvskyrkogården i Stockholm.